# تأثير الثورات العربية
تأثير الثورات العربية هي مخاوف من حدوث احتجاجات أو من محاولات لتنظيم حركات احتجاج مستواحاة من الربيع العربي الحاصل في الدول العربية الواقعة في شمال أفريقيا والشرق الأوسط، وفقا للمعلقين والمنظمين والنقاد كانت جميع هذه المظاهرات والاحتجاجات تنتقد الحكومات في بلدانهم، على الرغم من أنها قد تراوحت بين دعوات للحكومات الحالية لإجراء تغييرات سياسية معينة لمحاولات لإسقاط النظام السياسي الحالي برمته. في بعض البلدان أمتدت تلك الاحتجاجات لتصبح ضخمة أو واسعة النطاق بما يكفي لإحداث تغيير على مستوى الدولة والنظام السياسي كما حدث في أرمينيا بينما في حالات أخرى مثل جيبوتي قمعت بسرعة.

## أفريقيا جنوب الصحراء

### زيمبابوي
==جنوب القوقاز